# Al Lowe
Al Lowe (24 de julho de 1946) é um programador de jogos eletrônicos de aventura e músico estadunidense. Desenvolveu diversos jogos, a maior parte para a Sierra Entertainment. É conhecido por ter criado a série Leisure Suit Larry.